# Trichosea hoenei
Trichosea hoenei är en fjärilsart som beskrevs av Max Wilhelm Karl Draudt 1950. Trichosea hoenei ingår i släktet Trichosea och familjen Pantheidae. Inga underarter finns listade i Catalogue of Life.